# 霍洛维内
50°28′21″N 28°49′41″E / 50.47250°N 28.82806°E

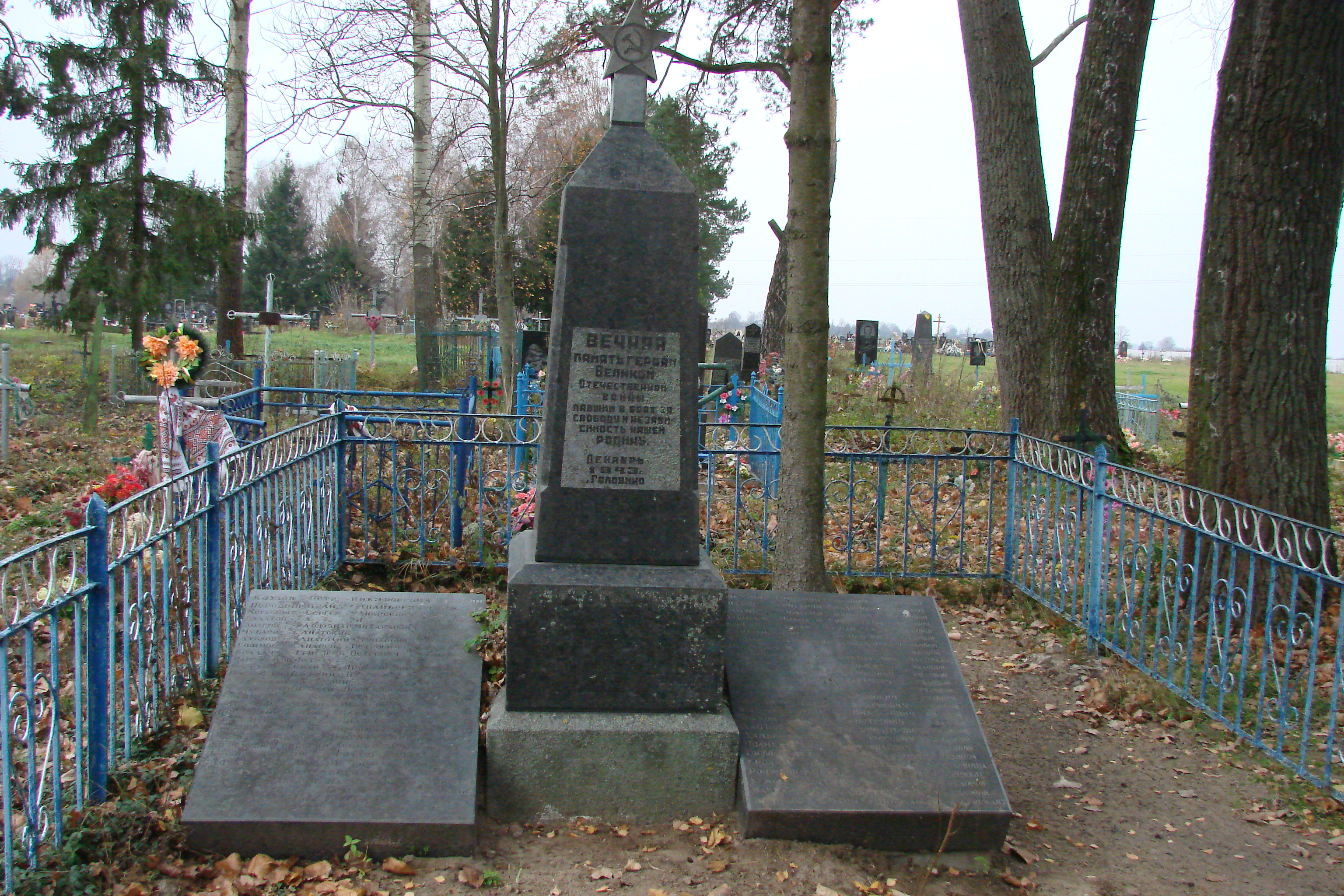
无名烈士墓

霍洛維内（羅馬化：Holovyne）是烏克蘭北部日托米爾州日托米爾區切尔尼亚希夫市镇内的市級鎮。處於日托米爾以北36公里，始建於1894年，面積1.96平方公里，2024年人口1,708，人口密度每平方公里1,076人。